# سوزي خيري
سوزي خيري  (
25 نوفمبر 1945 -) هي راقصة وممثلة مصرية.

## حياتها ونشأتها
من مواليد الإسكندرية في 25 نوفمبر 1945، كانت والدتها تعمل في الصحافة. التحقت سوزي بكلية الآداب قسم صحافة، وتزوجت من الممثل ممتاز أباظة الذي ينتمي للعائلة الأباظية، وهو ابن عم الفنان رشدي أباظة، واعتزلت الفن من أجل أسرتها بعد الإنجاب.
اشتهرت سوزي خيري في مصر منذ خمسينيات القرن العشرين وحتى منتصف السبعينيات، حيث عرفت طوال تلك الفترة بانقطاعها عن الرقص طوال شهر رمضان، ونشرت الصحف المصرية، في ذلك الوقت، قرار الراقصه سوزي خيري، خاصة بعد زواجها وجاء نص الخبر كالتالي: "سوزي خيري لا ترقص في رمضان. أرسلت إلى الفنادق التي تعمل فيها تعتذر عن العمل. تقول أن رمضان شهر الصوم والعبادة، وتضيف تفاصيل الخبر: "نفذت سوزي قرارها وكذلك زوجها ممتاز أباظة، على أن تنتهي الإجازة في نهاية رمضان".

## رحلاتها حول العالم
نشرت الصحيفة المصرية اليومية "الأخبار": " شغلت الراقصه سوزي خيري اهتمام الصحافة في لندن خلال رحلتها التي استغرقت أكثر من 9 شهور، وقدمتها الصحف على أنها راقصة تشتغل بالصحافة، رقصت سوزي 200 ليلة في محل "عمر الخيام"، وطارت إلى روما وبون وأثينا وبيروت في طريقها إلى القاهرة.  حلت ضيفة على الإذاعة والتلفزيون البريطاني وتحدثت عن نهضة الفنون في مصر خلال برنامج أذيع بثلاث لغات.  قالت عنها الصحف في بريطانيا إنها الراقصة التي تقدم الرقص "الحشمة" في لندن، وتناولت سوزي في مقالين بتوقيعها في جريدة "ايفننج ستاندرد Evening Standard" ومجلة "توداي Today" سر ارتدائها بدلة الرقص المقفولة وشرحت لماذا ترتديها.
أقامت كلية الاقتصاد بجامعة لندن حفلا ودعت سوزي للرقص فيه، وقدمتها «مسز روز» أستاذة العلوم السياسية باسم «الراقصة المصرية ذات العيون السوداء»، ونالت إعجاب الأساتذة والطلبة.

## قائمة أفلامها
فيلم «ماليش غيرك» للمخرج هنري بركات عام 1958، قامت بالرقص
فيلم «المعلمة» للمخرج حسن رضا عام 1958، قامت بالرقص
فيلم «قاطع طريق» للمخرج حسن الصيفي عام 1959، قامت بالرقص
فيلم «حسن وماريكا» للمخرج حسن الصيفي عام 1959، قامت بالرقص
فيلم «إنى أتهم» للمخرج حسن الإمام عام 1960، قامت بالرقص
فيلم «النغم الحزين» للمخرج حسن الصيفي عام 1960، قامت بدور الراقصة جمالات.
فيلم «السفيرة عزيزة» للمخرج طلبة رضوان عام 1961، قامت بالرقص مع غناء محمد طه «ياحلوة يا أم التوب».
فيلم «قاضى الغرام» للمخرج حسن الصيفي عام 1962، قامت بالرقص
فيلم «الحقيبة السوداء» للمخرج حسن الصيفي عام 1962، قامت بالرقص
فيلم «الرجل المجهول» للمخرج محمد عبد الجواد عام 1965، قامت بدور راقصة الخمارة.
فيلم «غرام في أغسطس» للمخرج حسن الصيفي عام 1966، قامت بالرقص
فيلم «يوم واحد عسل» للمخرج أحمد فؤاد عام 1969، قامت بالرقص
فيلم «الظريف والشهم والطماع» للمخرج نور الدمرداش عام 1971، قامت بتمثيل دورها الحقيقي.
فيلم «ذئاب على الطريق» للمخرج كمال صلاح الدين عام 1972، قامت بالرقص
فيلم «نساء للشتاء» للمخرج سمير الغصيني عام 1974، قامت بالرقص.
فيلم «دعونا نحب» للمخرج السيد زيادة عام 1975، قامت بالرقص.
فيلم «الطعنة» للمخرج عبد الهادي طه عام 1987، قامت بدور ناهد حلمي.

## وصلات خارجية
- سوزى خيري على موقع IMDb (الإنجليزية)
- سوزى خيري على موقع قاعدة بيانات الأفلام العربية
- سوزي خيري على الدهليز
- سوزي خيري نسخة محفوظة 9 أكتوبر 2021 على موقع واي باك مشين. على كاروهات

https://www.youtube.com/watch?v=7b8V4o16ZD0 سوزى خيري